# Agrilus cupreiceps
Agrilus cupreiceps es una especie de insecto del género Agrilus, familia Buprestidae, orden Coleoptera.
Fue descrita científicamente por Walker, 1859.